# باد خورشیدی

طوفان‌های خورشیدی در برخورد با میدان مغناطیسی زمین

باد خورشیدی یا طوفان خورشیدی (به انگلیسی: Solar wind) جریانی از ذرات باردار (پلاسما) دارای انرژی هستند که از طرف خورشید به فضا در تمام جهات ساطع می‌شوند.
همین طوفان‌های خورشیدی هستند که در برخورد با سطوح بالایی جو زمین باعث ایجاد شفق قطبی و حتی گاهی تداخل جریان‌های برق و سیستم‌های ارتباطاتی می‌شوند. جریان متداول آن 1GA (یک گیگا آمپر) است.
ذرات بنیادی که به زمین برخورد می‌کنند، هم از خورشید و هم از بیرون از منظومهٔ خورشیدی سرچشمه می‌گیرند. ذرات باردار، عمدتاً از پروتون، الکترون و ذرات آلفا (هستهٔ هلیوم) تشکیل شده‌اند و به صورت پیوسته به بیرون از خورشید جریان دارند. در فاصلهٔ زمین از خورشید، سرعت این باد خورشیدی بین ۳۰۰ تا ۵۰۰ کیلومتر بر ثانیه است. ذرات با میدان مغناطیسی خورشید برهم‌کنش می‌کنند. شدت میدان مغناطیسی خورشید در فاصلهٔ زمین، حدود یک‌هزارم میدان مغناطیسی زمین است. ذراتی که از بیرون منظومهٔ خورشیدی می‌آیند، پرتوهای کیهانی نام دارند.

## اثرات باد خورشیدی در فضای میان‌سیاره‌ای
در هر ثانیه یک میلیارد کیلوگرم از جرم خورشید به وسیلهٔ باد خورشیدی از تاج خورشیدی جدا و وارد فضای میان‌سیاره‌ای می‌شود. برابر محاسبات، این جرم که در مسیری به شکل دامن بالرین و چرخنده به شکل پیچوار ارشمیدس را طی می‌کند در مدار سیارات مشتری‌گون حلقه را کامل و ذرات باد خورشیدی در مدارات دورتر تا کمربند کوئیپر رسوب می‌کنند.

## روند تغییرات باد خورشیدی از تاریخ تشکیل خورشید
ستارهٔ تی ثوری (به انگلیسی: T Tauri star) نوعی ستارهٔ متغیر است. ویژگی بارز این ستارگان تپش‌های بسیار سریع آن‌هاست. ستارگانی از این نوع اغلب در خوشه‌های جوانی یافت می‌شوند که مقداری گاز نامتراکم (سحابی‌گونه) در مجاورت آن‌هاست. این امر حاکی از این است که ستارگان تی ثوری احتمالاً بسیار جوان و در حال انقباض هستند و هنوز به صورت ستارگان رشتهٔ اصلی تثبیت نشده‌اند.
پیش از ورود خورشید به رشتهٔ اصلی، این ستاره به شکل تی ثوری در ابر میان‌ستاره‌ای فعالیت می‌کرد. این ستاره باد ستاره‌ای قوی‌تر به قدرت یک میلیون برابر حال حاضر تولید می‌کرد.
ستارهٔ خورشید در فاز تی ثوری با تولید و انتشار باد خورشیدی، موجب به‌وجود آمدن سیارات خاکی گردیده‌است.

## کاووشگر پارکر
کاووشگر پارکر که توسط ناسا به فضا(فَرایِ جو) فرستاده شد، دارای مداری بشدت نزدیک به خورشید است. نام این کاووشگر از نام دانشمندی به نام یوجین پارکر منشأ گرفته است.
یوجین پارکر کسی بود که توانست برای نخستین بار با استفاده از دانش فیزیک و ریاضیات، در مقاله‌ای، وجود باد های خورشیدی را پیش بینی کند. تا پیش از این (و حتی تا مدتی بعد از چاپ مقاله‌ی او) تصور می‌شد که فضا چیزی جز خلأ نیست ولی پیش‌بینی پارکر بر خلاف این موضوع را ادعا می‌کرد. (به همین دلیل حتی بعد از چاپ این مقاله‌ تا مدت ها کسی آن را جدی نمی‌گرفت.) بعدها به‌واسطه مطالعات تجربی‌ای که با کاووشگرها صورت گرفت، پیش‌بینی پارکر به حقیقت پیوست و وجود بادهای خورشیدی بصورت تجربی اثبات شد.